# Casa al carrer Portal, 9-13 (Capellades)
La Casa al carrer Portal, 9-13 és una obra barroca de Capellades (Anoia) inclosa a l'Inventari del Patrimoni Arquitectònic de Catalunya.

## Descripció
Casa entre mitgeres formant unitat amb la resta de cases del c/Major, (gairebé totes dels ss.XVII.XVIII, quan es devia formar part aquest carrer).
La façana ha estat refeta, però conserva el portal de mig punt adovellat amb la data de 1620 a la dovella principal sota els símbols de les inicials de Jesús Crist centrals per una creu.

## Història
S. XVII època de gran augment demogràfic i, per tant, d'expansió urbanística de la major part de núclis de la comarca.
Al segle xvii s'originà un desvetllament de la població amb l'eixamplament de les muralles del perimetre de la plaça de la'església, així com de l'eix del carrer Major.